# Allenatori del Club Atlético River Plate
Sono 43 gli allenatori che dal 1901 ad oggi si sono seduti sulla panchina del River Plate.

## Storia
I primi trenta anni di storia furono marcati dall'assenza della figura tradizionale dell'allenatore; nel 1931, con l'avvento del professionismo nel calcio argentino, fu nominato il primo tecnico della storia del club, Víctor Caamaño. I più vincenti in assoluto sono Ramón Díaz e José Minella, con 7 titoli ciascuno; Ángel Labruna segue al secondo posto con 6. Minella è anche l'allenatore con più titoli nazionali argentini, avendone vinti 7 tra il 1945 e il 1959. Otto tecnici hanno ricoperto il ruolo ad interim: si tratta di José Ramos nel 1960, José Zorzenón nel 1967, Osvaldo Diez nel 1972, José Manuel Vázquez nel 1982, Martín Pando nel 1989, Delém nel 2000, Jorge Gordillo nel 2007 e Gabriel Rodriguez nel 2008.

## Lista degli allenatori
- Víctor Caamaño (1931-1932)
- Felipe Pascucci (1933)
- Eugênio Medgyessy (1934)
- Emerich Hirschl (1935-1938)
- Víctor Caamaño (1939)
- Renato Cesarini (1939-1944)
- José Minella (1945-1959)
- Alejandro Galán (1960)
- José Ramos (1960, ad interim)
- Emerich Hirschl (1961)
- Néstor Rossi (1961-1962)
- José Minella (1963)
- Ángel Labruna (1963)
- Carlos Peucelle (1963)
- Enrique Fernández Viola (1963)
- José Manuel Moreno (1963-1964)
- Renato Cesarini (1965-1966)
- Juan Carlos Lorenzo (1967)
- José Zorzenón (1967, ad interim)
- José D'Amico (1967)
- Ángel Labruna (1968-1970)
- Didi (1970-1972)
- Juan Urriolabeitía (1972)
- Osvaldo Diez (1972)
- Delém (1973)
- Néstor Rossi (1974)
- Ángel Labruna (1975-1981)

- Alfredo Di Stéfano (1981-1982)
- Vladislao Cap (1982)
- José Manuel Vázquez (1982, ad interim)
- José Varacka (1983)
- José Ramos Delgado (1983)
- Luis Cubilla (1984)
- Héctor Veira (1984-1987)
- Fernando Areán (1987, ad interim)
- Carlos Griguol (1987-1988)
- César Menotti (1988-1989)
- Martín Pando (1989, ad interim)
- Reinaldo Merlo (1989)
- Daniel Passarella (1990-1994)
- Américo Gallego (1994)
- Carlos Babington (1995)
- Ramón Díaz (1995-1999)
- Delém (2000, ad interim)
- Américo Gallego (2000-2001)
- Ramón Díaz (2001-2002)
- Manuel Pellegrini (2002-2003)
- Leonardo Astrada (2003-2005)
- Reinaldo Merlo (2005)
- Daniel Passarella (2006-2007)
- Jorge Gordillo (2007)
- Diego Simeone (2008)

- Gabriel Rodriguez (2008)
- Néstor Gorosito (2009)
- Leonardo Astrada (2009-2010)
- Ángel Cappa (2010)
- Juan José López (2010-2011)
- Matías Almeyda (2011-2012)
- Ramón Díaz (2012-2014)
- Marcelo Gallardo (2014-2022)
- Martín Demichelis (2023-2024)